# Musée canadien pour les droits de la personne

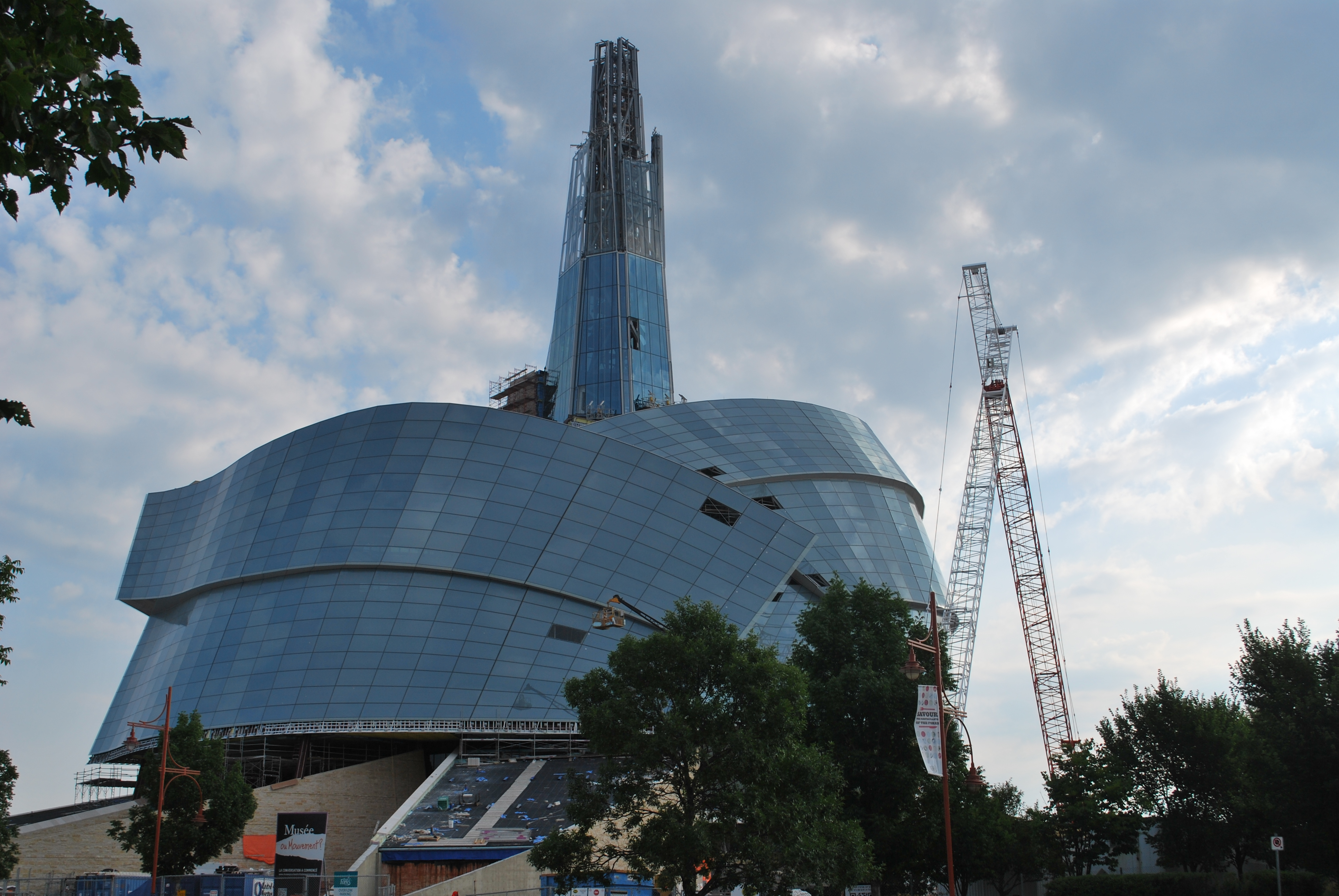
Le Musée canadien pour les droits de la personne

Le Musée canadien pour les droits de la personne (MCDP) est un musée consacré aux droits de la personne situé dans le quartier central et historique de La Fourche au cœur de la ville de Winnipeg au Manitoba.

## Historique
Le Musée canadien pour les droits de la personne est pleinement opérationnel depuis 2014. Les travaux ont démarré en 2009. L'Association des amis du musée canadien des droits de la personne a permis de réaliser cet ouvrage.
- Le 17 avril 2003, le projet est officiellement lancé par le magnat de plusieurs médias canadiens Israel Asper.
- En 2003, un concours international est lancé pour choisir l'architecte qui élabora le bâtiment. 62 cabinets d'architectes de 21 pays participent à ce concours. Le jury choisit l'architecte américain Antoine Predock.
- Le 15 avril 2005, le gouvernement du Canada apporte une contribution de 100 millions de dollars canadiens.
- Le 20 avril 2007, le premier ministre du Canada, Stephen Harper, annonce que ce musée sera le premier musée national canadien en dehors de la région de la capitale nationale d'Ottawa.
- Le 11 février 2008 est promulguée la loi C-42 sur la fondation des musées nationaux canadiens[1].
- 2009, ouverture du chantier et démarrage des travaux.